# Monte Pizzocolo
Il Monte Pizzocolo, (1.581 m s.l.m. - Pisocol in dialetto bresciano - detto anche Guda o Gu o Serà) è una montagna delle Prealpi Bresciane e Gardesane che s'innalza nell'immediato entroterra della sponda bresciana del lago di Garda presso il comune di Toscolano Maderno.

## Geografia fisica
Il monte Pizzocolo si presenta come una montagna possente, di aspetto carsico, la cima è appuntita e detiene impressionanti pareti rocciose rivolte verso nord. In vetta si trova, oltre alla rosa dei venti, una piccola cappella, edificata nel 1985 sui ruderi di manufatti risalenti alla Grande Guerra, dedicata ai caduti della montagna e a quelli in guerra, poco sotto un piccolo bivacco detto "Due Aceri". A sud e a occidente i versanti, ripidi sono coperti da boschi e da residui pascoli d'alpeggio mentre quello orientale, di roccia calcarea, ha una vegetazione diradata, particolarmente esposto all'erosione dei fenomeni atmosferici. Dalla cima prendono origine tre creste: l'occidentale e due, una in direzione sud, l'altra a est.

## Origine del nome
Secondo Natale Bottazzi il toponimo sarebbe un composto della voce germanica "spitz" che significa punta, cima appuntita e della voce di derivazione celtica "hügel" che significa elevazione o collina quindi indicherebbe un monte dalla cima appuntita. Nella cultura locale invece il nome "Pizzocolo" deriverebbe da "pizzo" e "zoccolo" forse per la sua forma a zoccolo, oppure da "pinzocol" che in Val di Ledro e Alto Garda indica la "roccia sporgente".
Il termine Pizzocolo è pure presente nel comune di Ziano Piacentino, nelle Dolomiti bellunesi con il Monte Pizzocco e nella vicina Val Vestino con la Cima Camiolo detta pure Pesocòl. 
Il monte è conosciuto dopo le invasioni napoleoniche d'Italia del 1796-97 e del 1800 con il termine di "aigu", quando le truppe francesi stanziate sul territorio gardesano, videro nella forma del Monte Pizzocolo il profilo del naso o della testa dell'imperatore Napoleone Bonaparte denominandolo così con l'aggettivo "aigu", proveniente dalla parola latina "acutus", che significa aguzzo o appuntito. Con il tempo e l'uso abituale il termine da "aigu" si trasformò in "Gu" ma fu anche indicato con il soprannome di "Naso di Napoleone" oppure "Testa di Napoleone".
In passato era pure chiamato dagli abitanti della frazione di Gaino di Toscolano Maderno, Guda che sembra derivare dal latino "acutus" per indicare la cima aguzza del Monte, mentre da quelli della sponda bresciana "Serà", perché rispetto alla loro posizione era indicato al nord ovest geografico, mentre
nelle carte geografiche militari austriache di fine Ottocento veniva riportato come Monte Gü o Ardo.

## Storia

### La Grande Guerra
Allo scoppio della Prima guerra mondiale, la sponda occidentale del lago di Garda con le comunità di Gargnano, Gardone Riviera, Toscolano e Maderno non erano molto lontani dal confine con l'austriaca Val Vestino (territori austro-ungarici così come la Valle di Ledro, Riva e il Basso Sarca). Senza sparare un colpo il 24 maggio 1915 la fanteria italiana oltrepassò il confine di stato della Valle, occupò Turano, Bollone e Moerna mentre i bersaglieri del 7 Reggimento furono a Cadria di Magasa, sui monti Caplone e Tombea, sul lago d'Ampola e alla Bocca di Cablone, così come la 10 Compagnia del 3 Battaglione della Regia Guardia di Finanza, il 1º giugno 1915, attraverso il confine a Passo Guil. Anche gli alpini dei battaglioni "Vestone" e "Val Chiese, già in zona, nei primi giorni del conflitto trovarono libero Il confine presso Tremalzo, Passo Nota e Monte Carone, sconfinando in Val di Ledro, dove le truppe austro-ungariche da mesi avevano organizzato la linea di difesa lungo il più sicuro crinale orografico orientale, fino al 2.000 metri del monti Pari, Cima d'Oro e Tomeabrù, lasciando nel fondovalle soltanto qualche pattuglia.
Iniziò così una lunga guerra di posizione tra i due schieramenti che, col succedersi dei reparti a difesa delle proprie linee, visse per oltre tre anni con rigidi inverni, lavori di rafforzamento, colpi d'artiglieria, scontri tra pattuglie, avanzate, fittizie conquiste di postazioni, di spuntoni di roccia e cambi di strategia, qualche centinaio di morti feriti. Fu dopo Caporetto nell'ottobre 1917 che l'Autorità Militare, preoccupata da una possibile avanzata austro-ungarica da Tremalzo verso il Garda, cominciò a rafforzare più linee di difesa che, da Tremosine e Tignale, giungevano a Gargnano e Toscolano.
A difesa del confine, nel territorio di Toscolano e Maderno, il Genio Militare aveva progettato e realizzato con l'apporto di parecchie maestranze civili, una linea di difesa caratterizzata da trincee, piazzole per l'artiglieria, riservette di munizioni e vie di arroccamento di notevole valore tattico in quanto strapiombanti sulla Val Vestino. Questo tratto di linea, che si snodava dal Monte Spino al Monte Pizzocolo, era controllato in tempo di pace dalla Guardia di Finanza che aveva la propria casermetta vicino al Passo dello Spino, ora rifugio "G. Pirlo". E del tutto probabile che, in caso di guerra, la linea sarebbe stata difesa dagli uomini del Battaglione Vestone (5º Reggimento Alpini), già presenti, oltre che a Tremosine e Tignale, anche nella caserma di Bogliaco di Gargnano. L'artiglieria per armare le piazzole poteva essere fornita dalle batterie del 7" Reggimento da posizione (cannoni da 120/25 mm) o dal 16" Reggimento Artiglieria da campagna (cannoni da 75/27 mm), tutti reparti già operanti nella zona del Garda. Allo scoppio delle ostilità questi reparti, schierati a guardia delle Val di Ledro dal Passo di Tremalzo fino all'omonimo lago, costrinsero le poche truppe nemiche presenti in Val Vestino a ritirarsi immediatamente sopra Bezzecca dove, chiusa tra lo sbarramento delle Giudicarie e la Piazzaforte di Riva del Garda, il comando austro-ungarico aveva allestito una formidabile
linea difensiva che resisterà fino alla fine della guerra nel 1918. La linea del Monte Pizzocolo restò quindi da subito sguarnita e mai più utilizzata.
La cima della dorsale del monte fu fortificata dal Genio militare del Regio esercito italiano, come parte della Terza linea di difesa arretrata, a sostegno del munito settore del Tombea-Caplone in Val Vestino  più a nord. Furono costruite in tre anni dagli operai militarizzati casematte, piazzuole in barbatella per l'artiglieria da 147A mm., strada di arroccamento e trincee nell'eventualità di uno sfondamento dell'esercito austriaco della prima, seconda e terza linea di difesa site a nord e una conseguente invasione della pianura Padana proveniente dalla Val Vestino e dalla Val Sabbia. Sono ancora visibili oltre ai resti delle casematte in località Bivacco, Chiesetta e Case Matte, piazzuole per l'artiglieria e trincee in località Merle Alte, Dos de le Prade o linee con casematte a Ververs, al Passo Fobiola e più a nord verso Malga Corpaglione e monte Magla. I manufatti, trincee a cielo aperto e cunicoli in grotta, ancora visibili sono ricoperti da folta vegetazione.

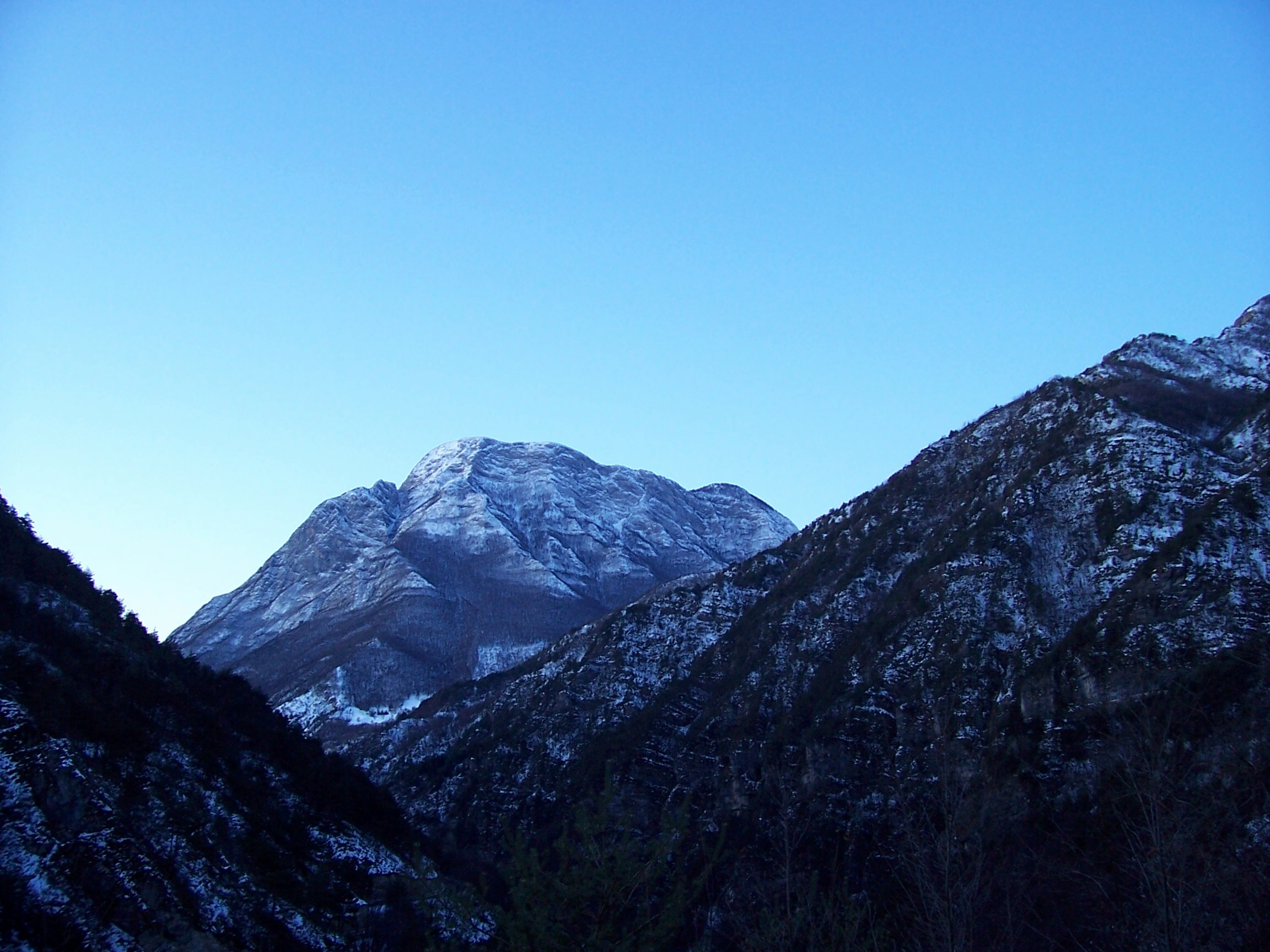
La parete nord vista dalla Diga del Lago di Valvestino.

Importanza nella logistica militare fu attribuita alla caserma della Guardia di Finanza del Passo dello Spino che funzionava come controllo tra il confine tra Italia ed Impero Austro-Ungarico, difatti era adibita anche a ricovero dei militari durante la fortificazione della linea Pizzocolo, Passo Spino, Passo della Fobiola avvenuta nel 1917. Le modalità costruttive dei manufatti risultano dalle piazzole in barbetta, protette, scavate nella roccia e pronte per accogliere una batteria consistente in 4 pezzi di cannoni della Regia Artiglieria Italiana (probabilmente da 75/27 mm oppure 120/25 mm) e le riservette per munizioni in pietra. Dati tecnici dell'artiglieria del Regio Esercito: cannone da 120/25 mm; peso 2.700, peso granata 18.7/24.9 kg, gittata 12.400 mt.

### I cannoni da 149/35 mm. modello 1901 e da 75/27 mm. Deport mod. 1911 nelle loro postazioni sul Dosso delle Merle
Le numerose piazzole sulla colma del Dosso si presentano oggi come un terrapieno in barbetta, site a cielo aperto, non protette da cannoniere. Sulla linea di difesa le piazzole, di norma erano sorrette da massicci basamenti in muratura di pietrame, in questo caso di roccia viva scavata, per reggere il carico combinato del pezzo da 149/35 Mod. 1901, quasi 9 tonnellate, del munizionamento di pronto impiego (20 proiettili pesavano circa una tonnellata) e dell'armatura di protezione costituita da una struttura di tronchi ricoperta di sacchi a terra e inerti. Le batterie erano di solito costituite da quattro pezzi ognuna. Il cannone da 149/35 Mod. 1901  fu un cannone utilizzato dal Regio esercito nel corso della guerra e fu uno dei primi esemplari in acciaio di fabbricazione italiana in quanto prodotto nei cantieri della società Armstrong a Pozzuoli e al termine del 1918 ne furono prodotti 598 pezzi. Aveva una gittata di circa 16 chilometri ed era in grado di battere, qual'ora fosse stato necessario, le postazioni nemiche sulla catena di monti dalla Val Sabbia fino alla Val Vestino. Meno accurate e di dimensioni minori erano le postazioni in barbetta per il cannone da 75/27 Mod. 1911 Deport poiché data la sua struttura contenuta e il peso di soli 1.076 chilogrammi lo rendevano più maneggevole nell'utilizzo; una sua granata pesava dai 5.2 ai 6.5 chilogrammi e aveva una gittata di 8.300 metri.
Nelle immediate vicinanze si trovano altrettanti ricoveri che ospitavano al riparo le riservette e i serventi dei pezzi.

### 1944-1945. La “Linea blu” di difesa nazista
L’organizzazione Todt, creata da Fritz Todt, ministro degli Armamenti e degli Approvvigionamenti del Terzo Reich, è stata un’impresa di costruzioni che operò dapprima nella Germania nazista, e successivamente, in tutti i paesi occupati dalla Wehrmacht. Il ruolo principale dell’impresa fu la costruzione di strade, ponti e altre opere fondamentali per le armate tedesche, come la fabbricazione di linee difensive tedesche in Italia: la Linea Gustav, la Linea Gotica e, appunto, la Linea Blu, o  “Blaue Linie”, “Blaue II”  o “Linea Alpina” che dall'intersezione del confine svizzero-austriaco scendeva per circa 400 chilometri a sud est verso il bresciano, il lago d'Idro, salendo poi a nord del lago di Garda in Trentino e della provincia di Belluno seguitando fino a Monfalcone e Fiume e sfruttava ove era possibile i manufatti della Grande Guerra. 
L’organizzazione operò in stretta sinergia con gli alti comandi militari durante tutta la seconda guerra mondiale, arrivando ad impiegare al lavoro coatto ma anche volontario, remunerato, di più di 1.500.000 uomini e ragazzi, di cui 170.000 in Italia, 11.000 nel solo bresciano e i lavoratori adulti erano esentati dal prestare servizio militare obbligatorio nelle forze armate della Repubblica Sociale Italiana, evitando altresì la deportazione nei campi di lavoro in Germania. Dal luglio del 1944,  su ordine di Adolf Hitler, che emanò la direttiva numero 60, e sotto la giurisdizione nel settore ovest di Franz Hofer, gauleiter dell’Alpenvorland (che comprendeva le ex province italiane di Belluno, Bolzano e Trento), iniziarono i cantieri dei lavori della cosiddetta “Linea blu”, la linea che avrebbe dovuto garantire il blocco dell’avanzata degli angloamericani verso il nord. Nella bassa Vallecamonica e nella zona del lago di Garda e d’Idro doveva sbarrare la strada verso il Trentino ed il Cantone dei Grigioni in Svizzera. Nell’alto Garda Bresciano e nella Valle Sabbia furono costruite opere per appostamenti difensivi di artiglieria, camminamenti e ricoveri ipogei sul monte Manos, sul monte Carzen,  sul monte Stino e sulle alture della sponda orientale del lago d'Idro impiegando operai locali e della Val Vestino, più a sud i lavori interessarono il monte Pizzocolo e il monte Castello di Gaino, capo Reamòl a Limone sul Garda  e la riviera del Garda da Gargnano a Gardone Riviera con la costruzione di bunker a servizio dei vari ministeri della RSI. Nell’aprile del 1945 l’opera poteva definirsi completa ma non fu mai presidiata o armata e tantomeno impiegata dall’esercito tedesco a causa del crollo del fronte italiano e alla successiva fine del conflitto.

## Cultura

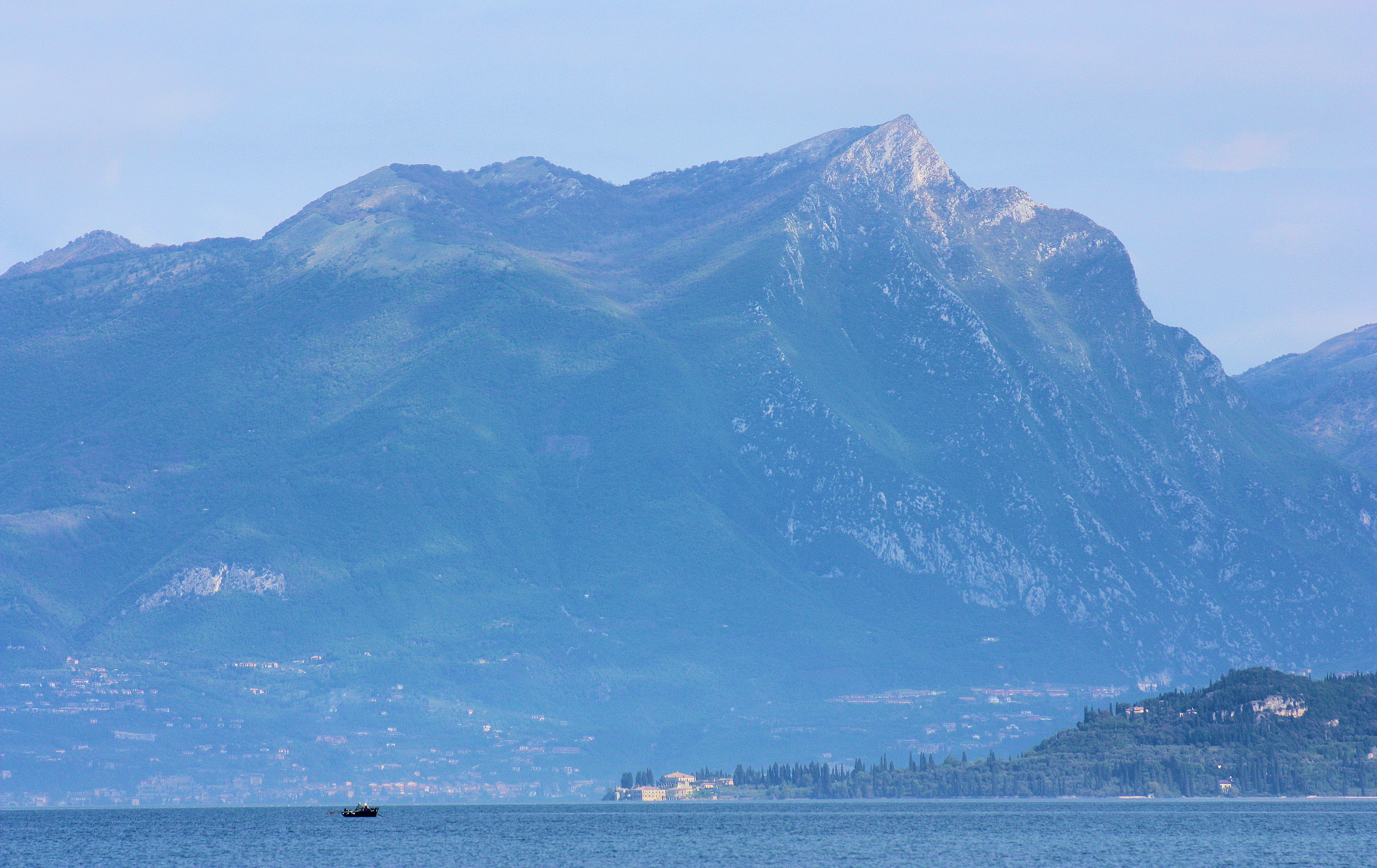
Il monte Pizzocolo da alcune angolazioni sembra avere la forma di una faccia rivolta verso l'alto

### Il poeta e il Monte
La bellezza del Monte colpì anche Giosuè Carducci, commissario statale a Desenzano del Garda presso il Liceo Bagatta verso la fine dell'Ottocento, e lo descrisse nella sua ode “Sirmione”:
(Giosuè Carducci, Sirmione, Terze Odi Barbare, libro 1, capitolo 15, 1889)

### Proverbi
Nei detti locali gardesani legati al tempo meteorologico, si dice che: "Quando tuona verso Verona, prendi la zappa e va a lavorare, quando tuona verso Sera (il monte Pizzocolo), prendi la zappa e va a casa", oppure "Se el Pisocol el gò el capèl o l'è bröt o l'è bel!" (trad. Se il Pizzocolo ha il cappello, ossia è avvolto dalle nubi, o fa brutto o fa bello!).

## Panorama
Dalla cima vi sono ampie viste panoramiche, è possibile vedere a sud gran parte del Lago di Garda e della pianura padana fino a vedere la catena degli Appennini, mentre a nord vi è un panorama della catena delle Alpi, dove si può notare il Monte Baldo, il gruppo dell'Adamello, Monte Tombea e Monte Caplone, l'Ortles e in casi rari, quando la visibilità lo permette, il Monte Cervino.
Prima di arrivare sulla vetta si trova il passo Spino e il rifugio Pirlo.

## Accessi e percorsi principali di salita
Per escursionisti il monte è accessibile da Sanico, frazione di Toscolano Maderno: superato il paese, si prosegue per strada sterrata fino a circa 800 metri di quota, in località Ortello, o fino a dove si può parcheggiare: dalla località Ortello per il versante Sud (sentiero nr.11): è la via più breve, 5 chilometri circa, anche se ripida, che risale la valle della Prera, passando per la malga Valle o Baitù (1337m) e raggiungendo a 1440 m. il bivio lo Sguaàs de le Pile, una pozza d'acqua piovana, che conduce a destra per la vetta;
sempre da Ortello, per il sentiero 27, alpinistico: si prende il sentiero poco prima del precedente;
da Sanico in circa 4 chilometri di strada prima asfaltata poi sterrata si raggiunge il piccolo parcheggio di Sant'Urbano (872 m) e poi in 6 chilometri il Monte; la chiesetta è sulla prosecuzione della strada passante per Ortello: da qui si raggiunge la cresta Ovest passando per il Dos de le Prade e le Merle Alte, dove si congiungono anche gli altri, successivi, percorsi. È un percorso breve, in alcuni tratti ripido ma sempre sulla carrareccia e alla portata di tutti gli escursionisti;
dal passo dello Spino (1154 m) in circa 4 chilometri: si prende una comoda strada, che parte proprio dal passo e risale il versante Nord, fino alla cresta Ovest in località Merle Alte, da dove si prosegue fino in vetta. Al passo dello Spino si arriva da:
da Cecino di Vobarno (399 m), per la valle del Prato della Noce attraverso il passo della Fobbiola ed il sentiero dei Ladroni; da Archesane di Toscolano Maderno e dal Colomber di Gardone Riviera in circa 7 chilometri;
da Colomber di San Michele (375 m) nel comune di Gardone Riviera con il sentiero 201 Cai. Attraverso la valle di Sur occidentale, si segue dapprima la strada forestale fino a Verghere per poi inerpicarsi sulla ex mulattiera militare.  Oltrepassa la cascina Le Gemelle dell'Ersaf Lombardia e il bivio per il Rifugio G. Pirlo si giunge dopo circa 90 minuti al Passo dello Spino;
da Gaino, frazione di Toscolano Maderno, dal ponte delle Camerate (300 m), si parcheggia al palazzo di Archesane dopo essere transitati su strada bianca la valle di Campiglio e Archesane in 6,800 chilometri. Da qui, a piedi, si raggiunge il passo dello Spino e salendo per 1,300 chilometri a sinistra il Dosso de le Prade, la località Merle Alte e in altri 2,800 chilometri la vetta del Monte per un totale di 10,900 chilometri (dal ponte Camerate);
da Colomber di San Michele (375 m), in 8,700 chilometri seguendo il sentiero CAI n. 280 salendo per la costa orientale della valle di Sur, fino al Pirello, Passo dello Spino, raggiungendo da lì direttamente la cresta Ovest salendo al Dosso de le Prade e poi alla vetta;
da Supiane, frazione di Gardone Riviera, seguendo il sentiero n. 213 del CAI che conduce al monte Lavino e successivamente a Sant'Urbano per poi raggiungere le Prade e la vetta del Monte.
Per escursionisti esperti, la cresta sud e est salendo da Ortello di Sanico;
per soli alpinisti, il "sentiero tre amici" che dalla località Persegno conduce alla vetta tramite lo spigolo del versante nordest ed è così chiamata perché fu tracciato per la prima volta da tre amici.